# Stâncă

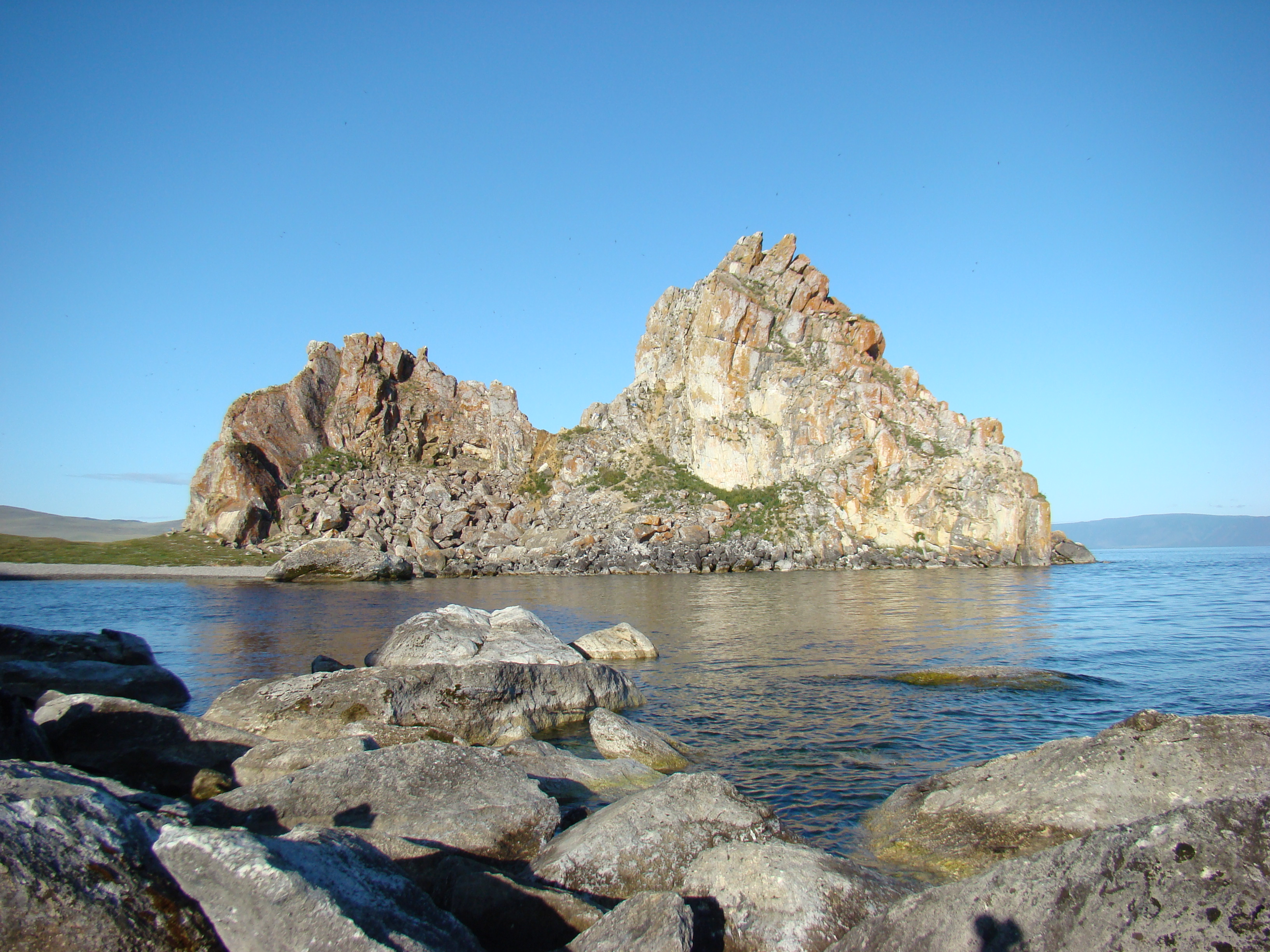
Stânca Șamanului pe insula Olhon (Baikal), Rusia

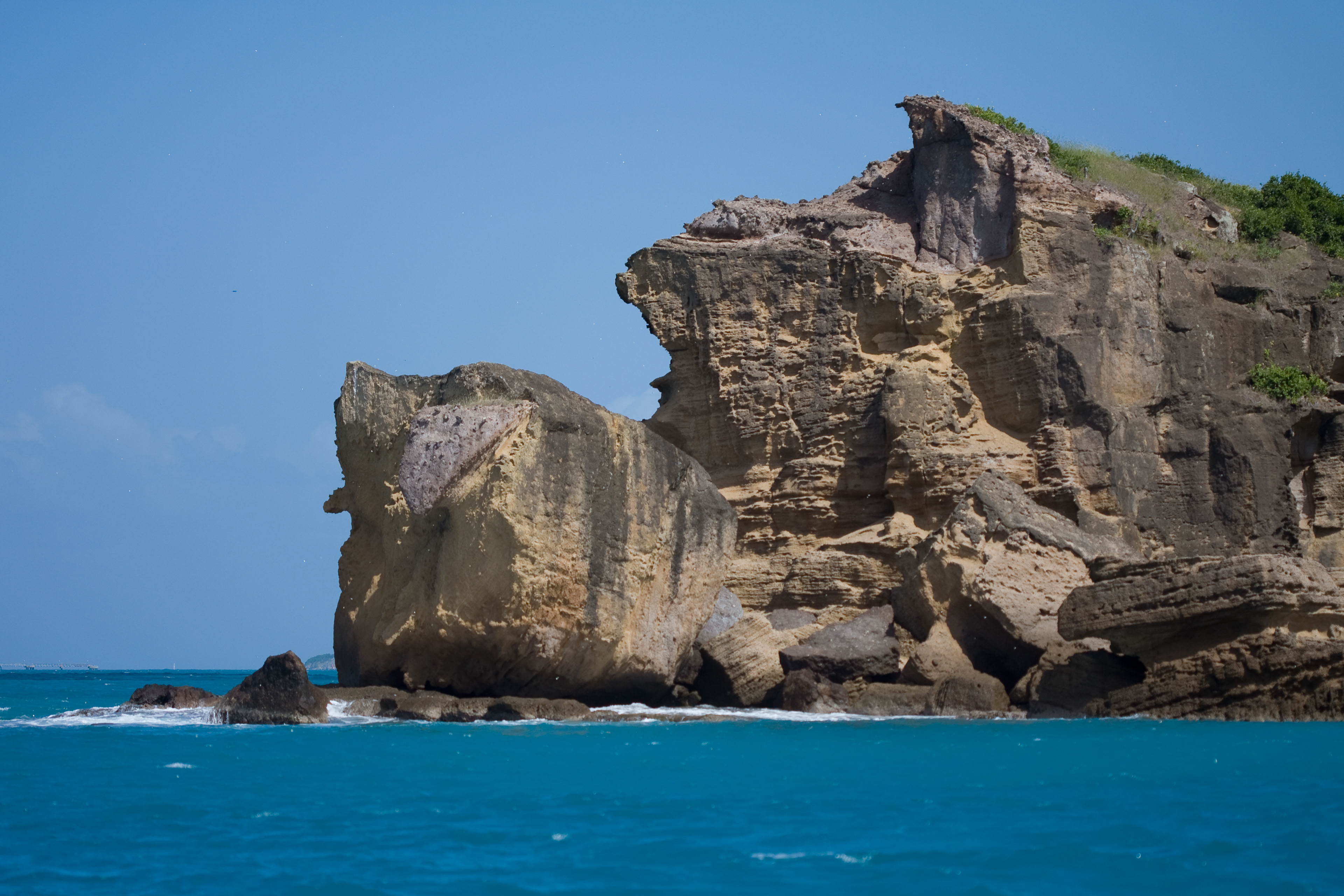
Stânci

Stânca este un bloc mare de piatră (în munți sau ape), de obicei cu pereții drepți și abrupți și cu vârfuri colțuroase.
Stâncile sunt acoperite cu vegetație sau un strat nesemnificativ de vegetație pitică, cum ar fi mușchi, licheni sau alge.

## Galerie

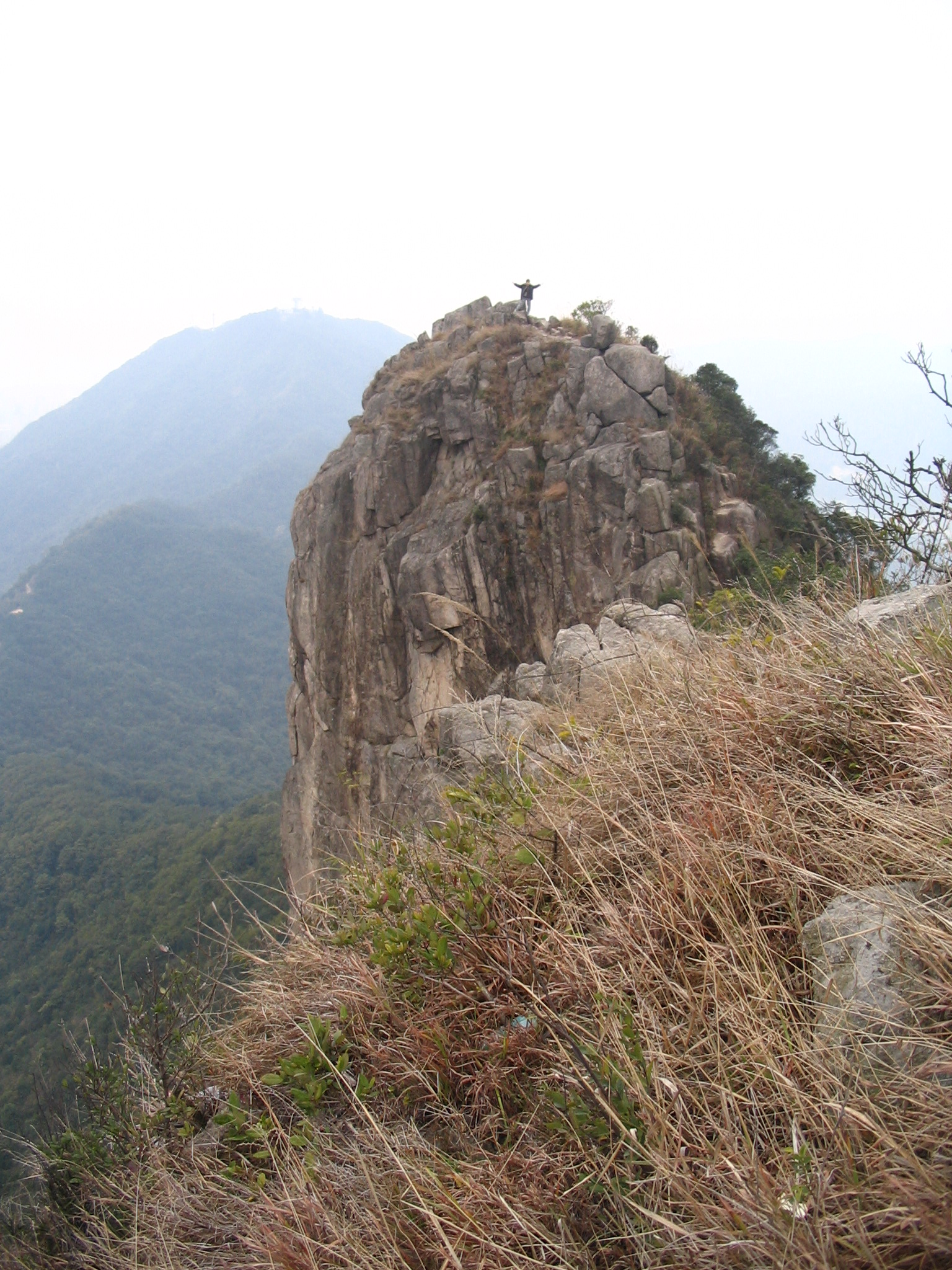
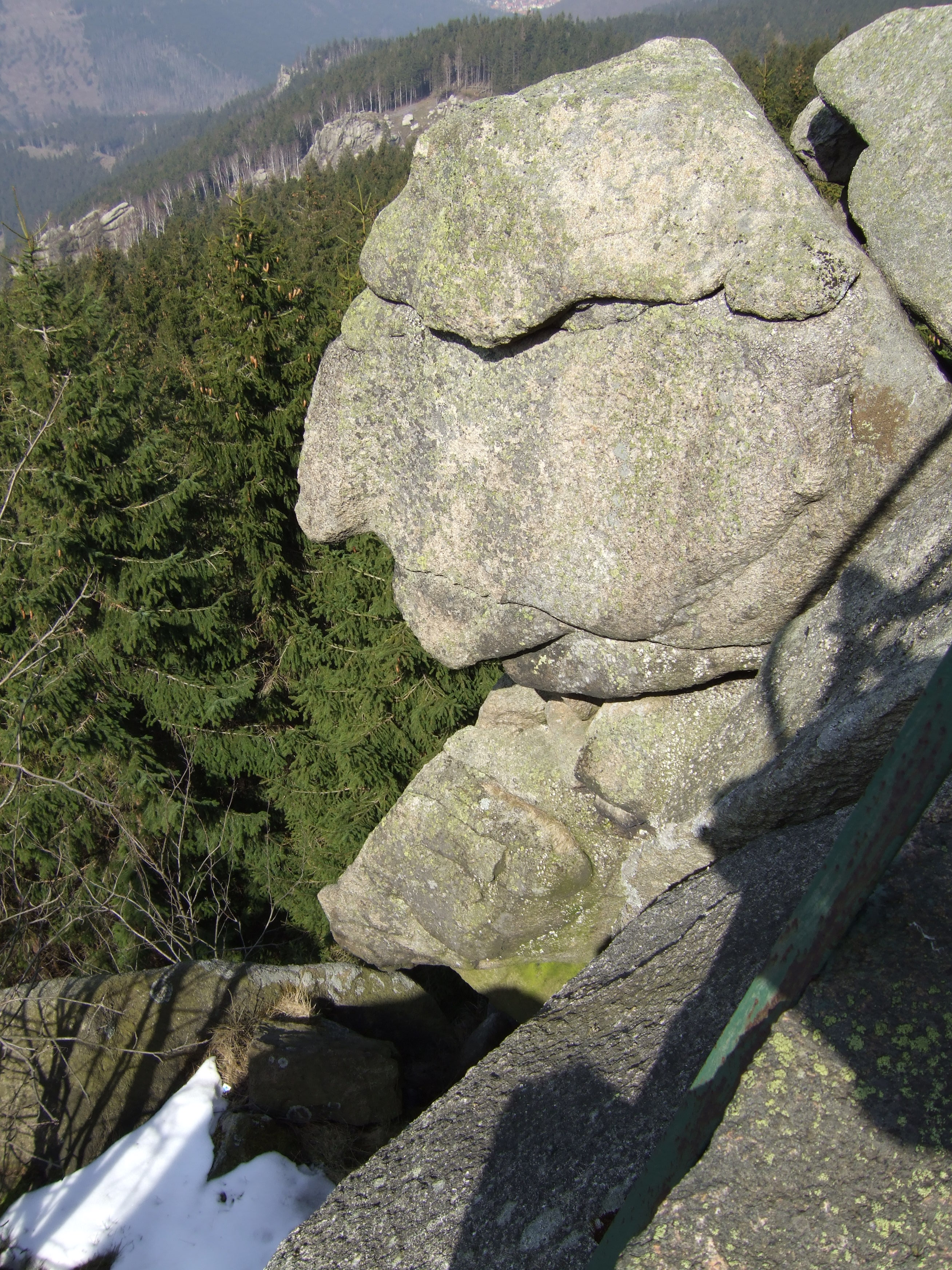
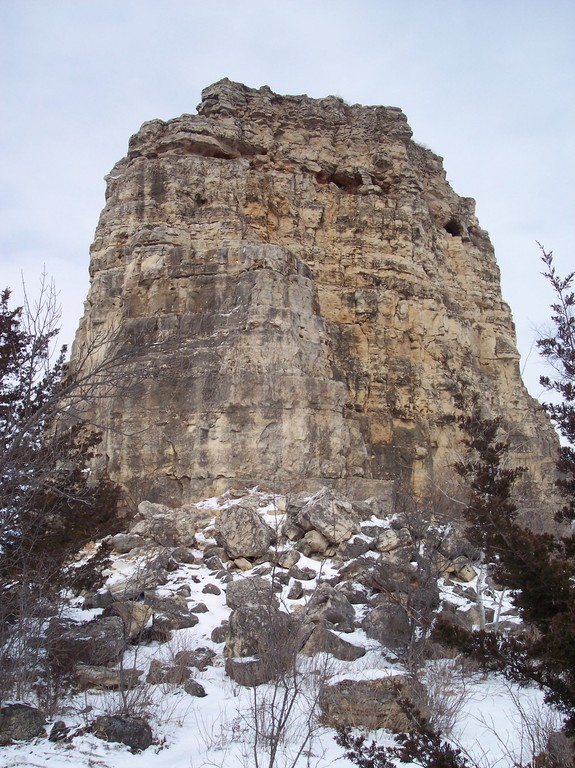
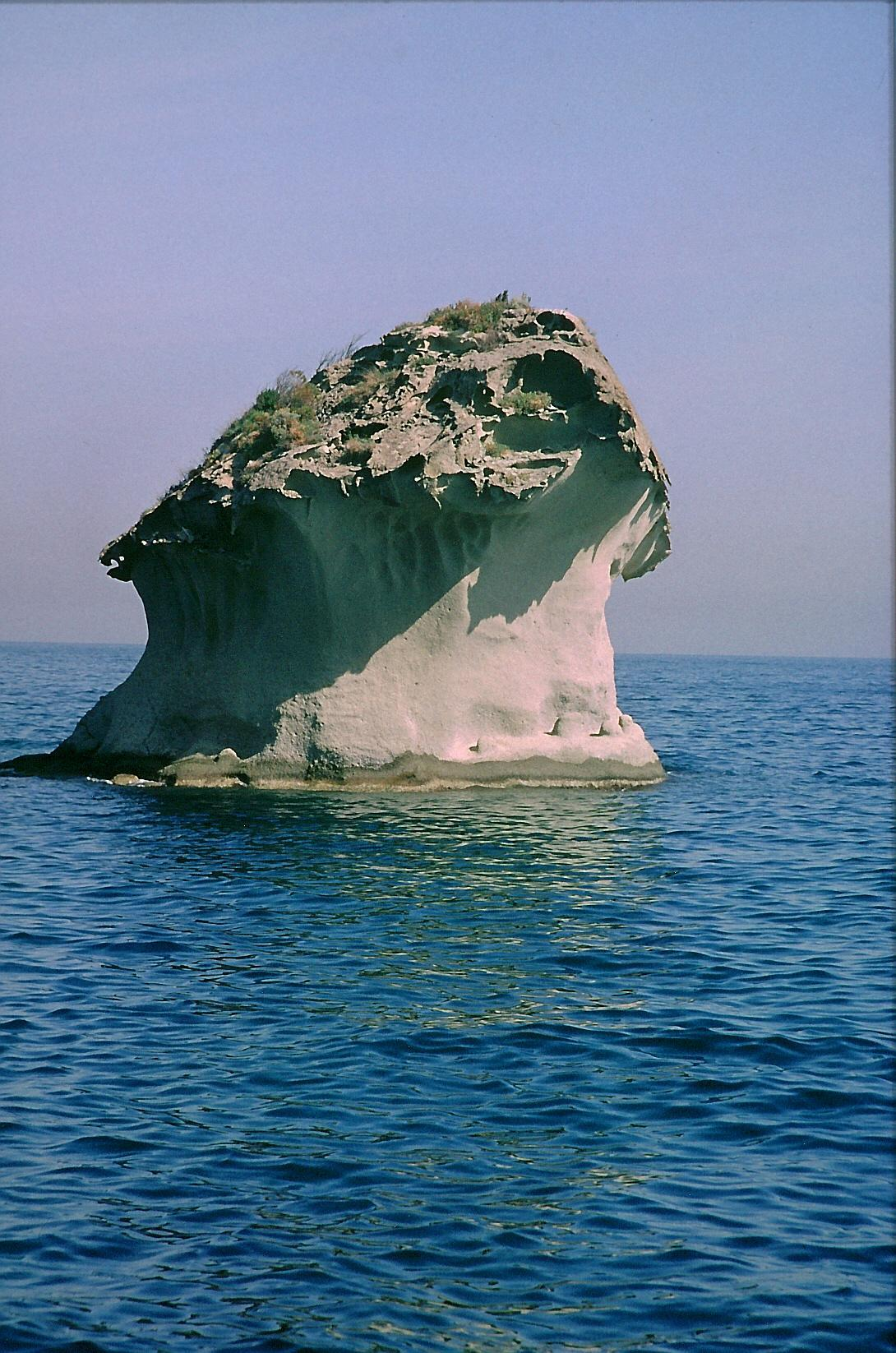
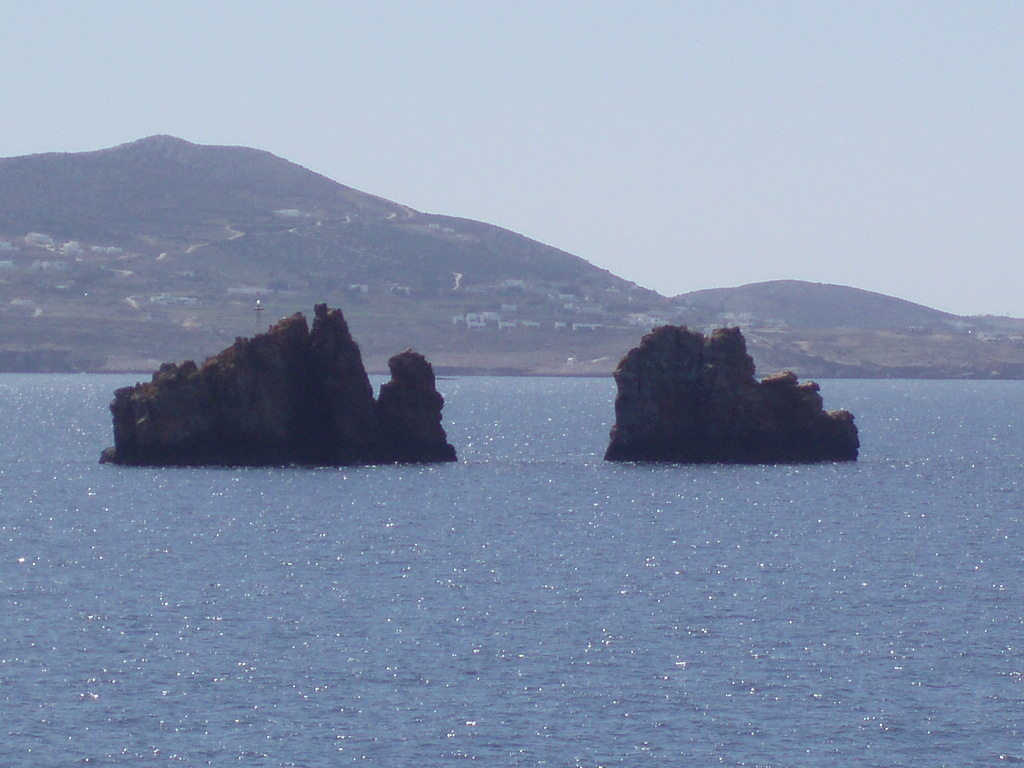
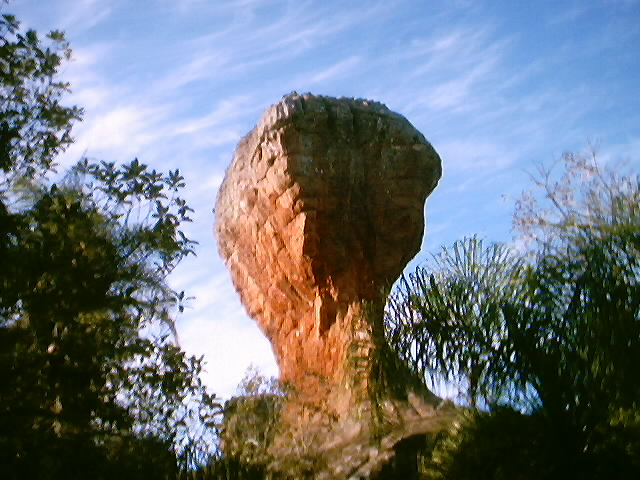